# Moni Arseniou
Moni Arseniou est un monastère orthodoxe situé sur l'île de Crète, en Grèce. Une date figurant au-dessus d'une des fenêtres du monastère indique 1645, mais la plus ancienne mention du monastère connue remonte à une lettre de 1601[réf. nécessaire]. L'église actuelle, dédiée à Saint Georges date de 1885 et fut construite sur les fondations d'une église plus ancienne.